# Kasteel Marlier
Het Kasteel Marlier is een kasteel in de tot de Vlaams-Brabantse gemeente Dilbeek behorende plaats Sint-Martens-Bodegem, gelegen aan de Bodegemstraat 316 en 320.

## Geschiedenis
Hier werd in de 17e eeuw een buitengoed aangelegd. Aanvankelijk was het goed symmetrisch van structuur met grachteilanden, vijvers en dergelijke. Na 1850 werd het park omgevormd in landschapsstijl met een kronkelende vijver. Het neoclassicistisch kasteel werd in het begin van de 19e eeuw gebouwd. In 1881 werd het domein gekocht door de industrieel Eugène Marlier.
In 1940 werd een deel van het domein, waarop zich onder meer de oranjerie bevond, afgesplitst. Op basis van de oranjerie kwam het Hof te Bodegem tot stand, een neoclassicistisch gebouw.